# NewPipe
NewPipe — свободный клиент YouTube. Доступен в F-droid, на странице релизов GitHub и в собственном репозитории F-droid. NewPipe позволяет смотреть видео с YouTube без рекламы, подписываться на каналы и создавать плейлисты без авторизации, просматривать комментарии и ответы к ним; скачивать видео, аудио, субтитры.

## История версий
NewPipe был выпущен 4 сентября 2015 года с кодом версии 0.3 Кристианом Шабесбергером.
Заметные нововведения в последующих обновлениях:
- Поиск и воспроизведение видео на YouTube (0.3)
- Скачивание видео и аудио (0.3)
- Воспроизведение только звука (0.4.1)
- Похожие видео (0.6)
- Поддержка отображения каналов YouTube (0.8.5)
- pop-up плеер (0.8.12), (изменяемый размер 0.9.5)
- Подписка через RSS (0.10.0)
- Поддержка отображения таких сайтов, как раздел «В тренде» на YouTube. (0.11.0)
- Поддержка SoundCloud (0.11.5)
- Локальные плейлисты и субтитры (0.12.0)
- Прямые трансляции на YouTube и импорт/экспорт подписок (0.13.0)
- Поддержка MediaCCC (0.16.0)
- Отображение комментариев (без ответов) (0.16.0)
- Возобновить трансляции там, где они были в последний раз остановлены (0.17.0)
- Поддержка PeerTube (0.18.0)
- Базовая поддержка Android TV (0.19.3)
- Поддержка Bandcamp (0.21.0)
- Добавлена возможность просматривать ответы к комментариям (0.27.0)

## Технологии
NewPipe не использует библиотеки фреймворка Google или YouTube API. Вместо этого он получает данные с сайта YouTube и очищает их. Это сделано, чтобы уменьшить объем данных, передаваемых Google. Данная технология носит имя NewPipe-Extractor и является отдельным проектом.
NewPipe не может быть опубликован в магазине Google Play, так как получает доступ к YouTube без использования API или показа рекламы, что противоречит условиям обслуживания Google.
В апреле 2024 Google предпринимали попытки ограничить возможность просмотра видеороликов с YouTube через сторонние клиенты. Однако разработчики NewPipe регулярно выпускают обновления в целях обхода ограничений.
На F-Droid также можно найти несколько форков NewPipe. Например, PipePipe; который оснащен некоторыми функциями, недоступными в оригинальном приложении, в их числе «SponsorBlock» и возможность ускорения видео вплоть до x10. Главной же особенностью форка изначально была заявлена поддержка сервисов NicoNico и Bilibili.
В 2019 году для устройств с более старой версией Android был разработан форк NewPipe Legacy. Его поддержка прекратилась 10 января 2021 года. К 2024 году приложение больше не может воспроизводить и скачивать видеоролики.